# The Kinks
The Kinks – brytyjski zespół rockowy, zaliczany do brytyjskiej inwazji. Grupa najczęściej kojarzona jest z gatunkami i stylami: rock and roll, hard rock i rock albumowy.
Choć grupa nigdy nie zdołała osiągnąć takiej popularności jak The Beatles, The Rolling Stones czy The Who, do których najczęściej jest porównywana, uznawana jest za grupę, która wywarła olbrzymi wpływ w muzyce. Zespół powstał w 1963 roku i w swej długowieczności ustępuje tylko zespołowi The Rolling Stones. Założycielem, liderem oraz twórcą muzyki i tekstów grupy był Ray Davies, który wraz z bratem Dave’em przez wszystkie lata niezmiennie kształtował artystyczny wizerunek formacji. Ostatni album studyjny The Kinks wydali w 1993 roku, choć nie było oficjalnego rozwiązania, zespół zawiesił działalność w 1996 roku, a bracia rozpoczęli kariery solowe. Zespół został reaktywowany w 2018.

## Historia

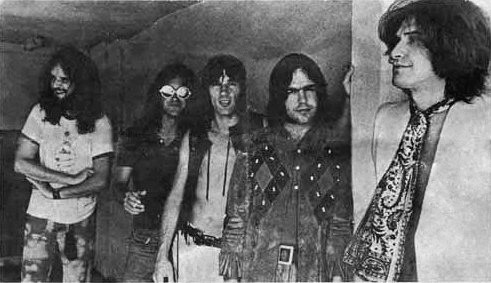
The Kinks (ok. 1971; od lewej: Gosling, Dave Davies, Avory, Dalton, Ray Davies – zespół z lat 1970–1976, 1978)

Pierwsze lata działalności zespołu przypadły na okres brytyjskiej inwazji na rynek Stanów Zjednoczonych. Muzyka grupy The Kinks nie odbiegała wtedy od rockandrollowego standardu tamtych czasów. Były to raczej proste i naiwne piosenki, zamykające się w 3,5-minutowym standardzie. Do największych przebojów tamtych lat należą „You Really Got Me”, „All Day and All of the Night”, „Tired of Waiting for You”, „Sunny Afternoon”. W połowie lat 60. w dorobku grupy zaczęły się pojawiać bardziej dojrzałe kompozycje Raya Daviesa, mówiące o życiu codziennym, jak na przykład satyra społeczna  - „Dedicated Follower of Fashion” czy „Dead End Street”. Z czasem muzyka grupy podążyła tą ścieżką nabierając dojrzałości i wyrafinowania oraz poczucia humoru. Grupa nagrała całą serię albumów koncepcyjnych, m.in. The Village Green Preservation Society. W 1970 roku zespół, po chwilowym załamaniu popularności, odzyskał rynek brytyjski i amerykański po humorystycznej piosence „Lola”.
W latach 80. The Kinks zdołali utrzymać popularność, wracając do romantycznych i radosnych źródeł swej twórczości, które okazały się być bardzo zbieżne z modnym w tamtym czasie gatunkiem nowej fali. Również wiele zespołów punkrockowych przyznawało się wówczas do inspiracji ich muzyką i jej społecznym wydźwiękiem. W latach 90. grupa wciąż była popularna, mogła konkurować z takim zespołami jak Blur i Oasis.
Najlepiej pozycję grupy na rockowej scenie scharakteryzował jej lider Ray Davies w swym wystąpieniu z okazji wprowadzenia grupy do Rock and Roll Hall of Fame w 1990 roku:

Kinks zawsze byli outsiderami. Ja jestem outsiderem. Bycie akceptowanym jest czymś wyjątkowym dla nas. Cieszę się, że byli ludzie, którzy wierzyli we mnie od samego początku. Natomiast miłym dla tych osób jest to, że mają teraz świadomość, że ich wiara nie była nieuzasadniona. God Save the Kinks.

## Członkowie
- Dave Davies – śpiew, instrumenty klawiszowe, gitara (1964–1996, od 2018)
- Ray Davies – śpiew, gitara (1964–1996, od 2018)
- Mick Avory – perkusja (1964–1984, od 2018)
- John Dalton – gitara basowa (1969–1976, 1978)
- Pete Quaife – gitara basowa (1964–1969)
- Ian Gibbons – instrumenty klawiszowe (1979–1989, 1993–1996)
- John Gosling – instrumenty klawiszowe (1970–1978)
- Andy Pyle – gitara basowa (1976–1978)
- Jim Rodford – gitara basowa (1978–1996, zm. 2018)
- Gordon John Edwards – instrumenty klawiszowe (1978)
- Bob Henrit – perkusja (1984–1996)
- Mark Haley – instrumenty klawiszowe (1989–1993)

## Dyskografia

### Albumy studyjne
- Kinks (1964)
- Kinda Kinks (1965)
- The Kink Kontroversy (1965)
- Face to Face (1966)
- Something Else by the Kinks (1967)
- The Kinks Are the Village Green Preservation Society (1968)
- Arthur (Or the Decline and Fall of the British Empire) (1969)
- Lola Versus Powerman and the Moneygoround, Part One (1970)
- Percy (1971)
- Muswell Hillbillies (1971)
- Everybody’s in Show-Biz (1972)
- The Great Lost Kinks Album (1973)
- Preservation Act 1 (1973)
- Preservation Act 2 (1974)
- Soap Opera (1975)
- Schoolboys in Disgrace (1975)
- Sleepwalker (1977)
- Misfits (1978)
- Low Budget (1979)
- Give the People What They Want (1981)
- State of Confusion (1983)
- Word of Mouth (1984)
- Think Visual (1986)
- UK Jive (1989)
- Phobia (1993)

### Albumy koncertowe
- The Live Kinks / Live at Kelvin Hall (1968)
- One for the Road (1980)
- Live: The Road (1988)
- To the Bone (1994)

### Albumy kompilacyjne
- Kinks-Size[a] (1965)
- Kinkdom[a] (1965)